# Frédéric Marty
Frédéric Ladislas Joseph Marty (* 23. Juni 1911 in Albi, Tarn; † 14. Juni 1940 im Finnischen Meerbusen) war ein französischer Mathematiker.
Frédéric Marty war Sohn des Mathematikers Joseph Marty (1885–1914), der am Lycée d’Albi unterrichtete und als französischer Offizier im Ersten Weltkrieg im Einsatz getötet wurde.
Frédéric Marty promovierte 1931 an der École normale supérieure. Danach war er Maître de conférences in Marseille. Er war im Zweiten Weltkrieg Leutnant bei der französischen Luftwaffe und war Opfer des Kaleva-Zwischenfalls, als er als diplomatischer Kurier an Bord eines finnischen Flugzeugs war, das von der sowjetischen Luftwaffe abgeschossen wurde.
In der Theorie der Normalen Familien ist er bekannt durch den Satz von Marty. Dieser Satz aus seiner Dissertation besagt, dass eine Familie meromorpher Funktionen genau dann normal ist, wenn die Familie der sphärischen Ableitungen lokal beschränkt ist. Des Weiteren begründete Marty in mehreren Arbeiten die Theorie der Hypergruppen und Hyperstrukturen. Er hielt einen Vortrag auf dem Internationalen Mathematikerkongress (ICM) 1936 in Oslo.